# Hélène de Mandrot
Hélène de Mandrot (Genève, 27 november 1867 - Toulon, 26 december 1948) was een Zwitserse kunstenares, kunstverzamelaarster en mecenas.

## Biografie
Hélène de Mandrot was een dochter van Aloys Revilliod, financier, en van Rachel de Muralt. Na haar artistieke studies in Genève studeerde ze ook in Parijs en München en was ze als kunstenares actief in Parijs. In 1906 huwde ze Henry de Mandrot. Het echtpaar woonde op het kasteel van La Sarraz, waar in 1911 mede door haar de Société du Musée romand werd opgericht.
In 1922 richtte de Mandrot tevens het Maison des Artistes de La Sarraz op, waar ze in 1928 het eerste Congrès Internationaux d'Architecture Moderne zou organiseren en in 1929 het eerste Congrès International du Cinéma Indépendant. Tot 1948 was dit instituut een verzamelplaats voor de Zwitserse en internationale avant-garde, ondanks de vijandigheid van de culturele en politieke kringen in Romandië.
De Mandrot was tevens actief als kunstverzamelaarster.

## Trivia

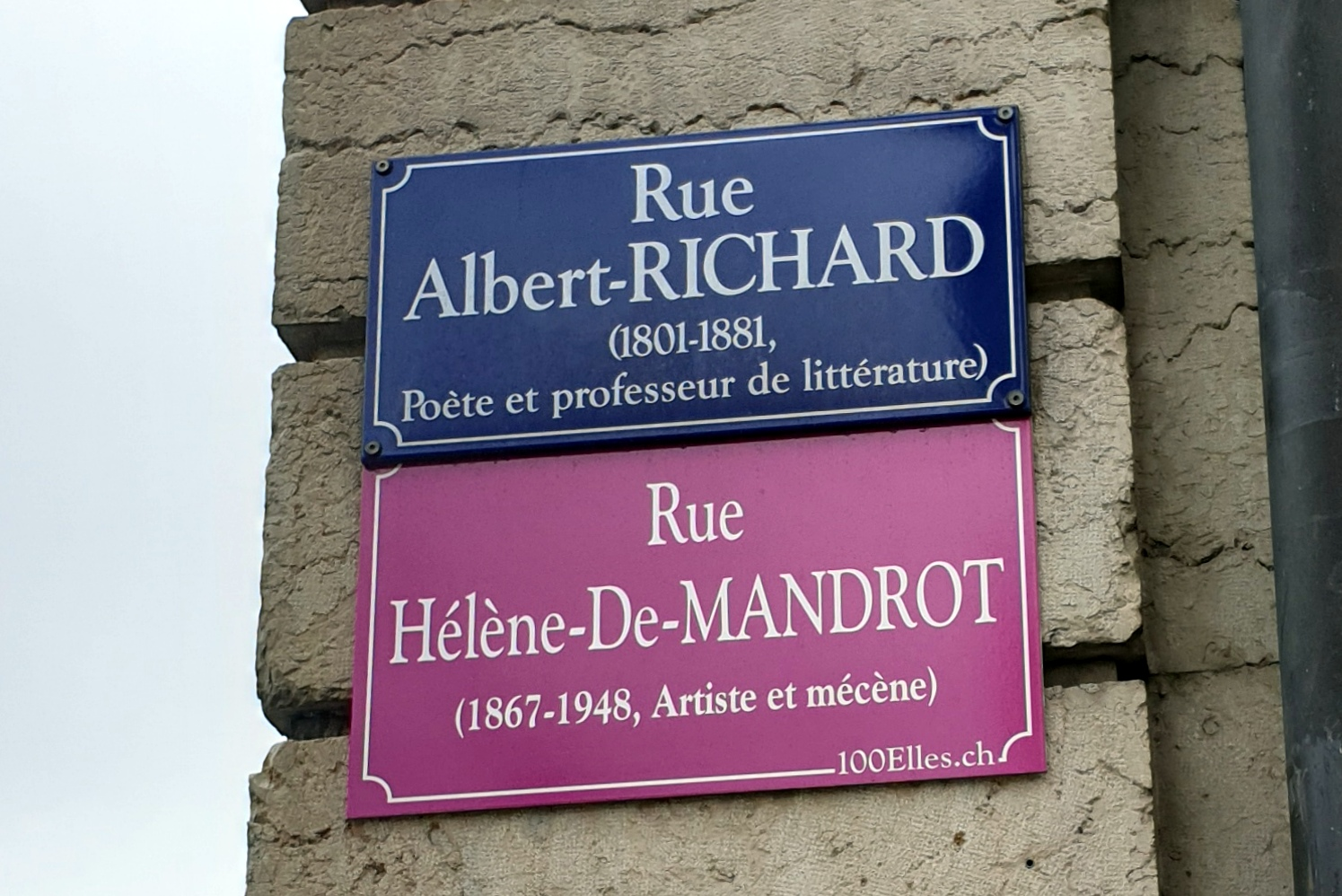
Alternatief straatnaambord van de actie 100Elles* in Genève, 2019.

- In 2019 werd in Genève door de actie 100Elles* een alternatief straatnaambord opgericht ter ere van Hélène de Mandrot.